# Лучуань
Лучуа́нь (кит. упр. 陆川, пиньинь Lùchuān) — уезд городского округа Юйлинь Гуанси-Чжуанского автономного района (КНР).

## История
Уезд был создан в VI веке, в эпоху Южных и Северных династий. Во времена империи Суй он был в 605 году присоединён к уезду Бэйлю, но после смены империи Суй на империю Тан уезд Лучуань был в 621 году образован вновь.
После вхождения этих мест в состав КНР в конце 1949 года был образован Специальный район Юйлинь (郁林专区) провинции Гуанси, и уезд вошёл в его состав. В 1951 году Специальный район Юйлинь и специальный район Учжоу (梧州专区) были объединены, образовав Специальный район Жунсянь (容县专区). 
В 1958 году провинция Гуанси была преобразована в Гуанси-Чжуанский автономный район. Специальный район Жунсянь был расформирован, и уезд Юйлинь перешёл в состав нового Специального района Юйлинь (玉林专区). В 1971 году Специальный район Юйлинь был переименован в Округ Юйлинь (玉林地区).
Постановлением Госсовета КНР от 27 апреля 1997 года округ Юйлинь был преобразован в городской округ.

## Административное деление
Уезд делится на 14 посёлков.